# Replay (bande dessinée)
Pour les articles homonymes, voir Replay.
Replay : mémoires d'une famille est une bande dessinée de Jordan Mechner et publiée en novembre 2023 chez Delcourt.

## Distinctions
- Prix Château-de-Cheverny de la bande-dessinée historique 2023